# Pteroglossus frantzii
El arasarí piquinaranja  (Pteroglossus frantzii) es un  pequeño tucán del género Pteroglossus que habita las selvas del sur de Costa Rica y Panamá.